# Sanchai Nontasila
Sanchai Nontasila (thailändisch สัญชัย นนทศิลา, * 30. März 1996) ist ein thailändischer Fußballspieler.

## Karriere
Sanchai Nontasila spielte von 2014 bis 2017 für den Police Tero FC. Die Hinrunde 2017 wurde er an den Udon Thani FC nach Udon Thani ausgeliehen. Der Klub spielte in der dritten Liga. Hier trat man in der Upper-Region an. Zur Rückserie 2017 kehrte er zum Erstligisten zurück. Bis Ende 2018 spielte er viermal in der ersten Liga, der Thai League. Ende 2018 musste er mit Police den Weg in die Zweitklassigkeit antreten. In der zweiten Liga spielte er achtmal für Police. Nachdem der Verein 2019 Vizemeister wurde stieg man direkt wieder in die erste Liga auf. Nach insgesamt 84 Ligaspielen wechselte er im Sommer 2023 zum ebenfalls in der ersten Liga spielenden Ratchaburi FC. Nach einer Spielzeit für den Verein aus Ratchaburi, in der er 27 Erstligaspiele bestritt, wechselte er im Sommer 2024 zum ebenfalls in der ersten Liga spielenden BG Pathum United FC.

## Erfolge
Police Tero FC
- Thailändischer Zweitligavizemeister: 2019  ▲